# Schwartz Cove
Die Schwartz Cove ist eine vereiste Bucht an der Südküste der Thurston-Insel vor der Eights-Küste des westantarktischen Ellsworthlands. Sie liegt westlich der Williamson-Halbinsel und wird vom Abbot-Schelfeis eingenommen. Die Trice-Inseln liegen am Eingang der Bucht.
Das Advisory Committee on Antarctic Names benannte sie 2003 nach Isidor Joseph Schwartz (1909–1989), Kommandant des Flugzeugmutterschiffs USS Pine Island in der Ostgruppe der Operation Highjump (1946–1947) der United States Navy.